# Курт Цезар Гоффманн
Курт Цезар Гоффманн (нім. Kurt Caesar Hoffmann; 26 серпня 1895, Кіль — 19 травня 1988, Мельн) — німецький військово-морський діяч, віцеадмірал крігсмаріне (1 квітня 1943). Кавалер Лицарського хреста Залізного хреста.

## Біографія
1 квітня 1912 року вступив на флот кадетом. Пройшов підготовку на важкому крейсері «Ганза» і в військово-морському училищі в Мюрвіку. Учасник Першої світової війни, служив на лінійному кораблі «Веттін» (2 серпня 1914 — 14 листопада 1915), потім вахтовий офіцер на міноносцях 3-ї флотилії (20 березня 1916 — 31 липня 1919).
Після демобілізації армії залишений на флоті. З 28 вересня 1922 року — командир міноносця Т-157, з 23 вересня 1924 року — роти 2-го батальйону берегової оборони. З 24 листопада 1926 року — інструктор училища берегової оборони. З 15 жовтня 1929 року — 1-й артилерійський офіцер на легкому крейсері «Амазон», з 15 січня 1930 року — «Кельн». 30 вересня 1932 року переведений в Морське керівництво референтом Навчального відділу. З 28 вересня 1936 року — начальник училища артилерії берегової оборони, з 1 жовтня 1937 року — училища артилерії берегової оборони і ППО.
З 27 червня 1939 року — командир легкого крейсера «Кенігсберг». 21 вересня 1939 року призначений командиром лінійного корабля «Шарнгорст». Керував його діями під час атлантичних рейдів. 28 березня 1942 року замінений Фрідріхом Гюффмаєром. 1 липня 1942 року призначений командувачем ВМС в Нідерландах. З 4 березня 1943 року — начальник Відділу артилерійських озброєнь Управління озброєнь ОКМ.
22 липня 1945 року заарештований союзниками. 20 лютого 1947 року звільнений. У 1956 році вступив на службу в ВМС ФРН, заступник (1956-57), потім федеральний представник (1957-65) в Морському управлінні Гамбурга.

## Нагороди
- Залізний хрест 2-го і 1-го класу
- Орден Альберта (Саксонія), лицарський хрест 2-го класу з мечами
- Почесний хрест ветерана війни з мечами
- Медаль «За вислугу років у Вермахті»
  - 4-го, 3-го і 2-го класу (18 років; 2 жовтня 1936) — отримав 3 нагороди одночасно.
  - 1-го класу (25 років; 1 квітня 1937)
- Застібка до Залізного хреста
  - 2-го класу (16 жовтня 1939)
  - 1-го класу (26 листопада 1939)
- Нагрудний знак флоту (4 жовтня 1941)
- Німецький хрест в золоті (20 листопада 1941)
- Лицарський хрест Залізного хреста (21 березня 1942)
- Орден «За заслуги перед Федеративною Республікою Німеччина», офіцерський хрест (15 липня 1965)